# Miriam Astruc
Miriam Astruc, auch Myriam Astruc, (* 12. November 1904 in Bordeaux; † 8. April 1963 in Petra, Jordanien) war eine französische Archäologin.

## Biographie
Miriam Astruc stammte aus einer jüdischen Bankiersfamilie. Von 1927 bis 1932 studierte sie Orientalische Archäologie und semitische Epigraphik an der École du Louvre bei René Dussaud. Mit einem Stipendium der französischen Regierung ging sie als Studentin der École des hautes études hispaniques et ibérique zum ersten Mal nach Spanien. In den Studienjahren 1931–32, 1932–33 und 1933–34 arbeitete sie als Assistentin in der Casa de Velázquez in Madrid und begann mit Luis Siret ihre Forschungen zu den Puniern in der Nekropole von Villaricos in der Provinz Almería. 1932 nahm sie zusammen mit Pelayo Quintero an Ausgrabungen nahe dem Cerro de los Mártires bei San Fernando in der Provinz Cádiz teil. Im Jahr 1935 wurde sie von der algerischen Antikenverwaltung zur Leiterin von Ausgrabungen in Jijel ernannt. Anschließend setzte sie ihre wissenschaftliche Ausbildung in London, Brüssel und Amsterdam fort.
Während des Zweiten Weltkriegs konnte Astruc ihre jüdischen Eltern vor der Vernichtung während der deutschen Besetzung Frankreichs retten. In dieser Zeit gingen alle ihre Forschungsarbeiten verloren, mit Ausnahme des Manuskripts über ihre Forschungen in Villaricos, das 1941 mit dem Premio Duseigneur der Académie des inscriptions et belles-lettres ausgezeichnet wurde.
1951 kehrte Miriam Astruc mit einem Stipendium der Casa de Velázquez nach Spanien zurück und blieb bis 1954, um die punischen Sammlungen in verschiedenen spanischen Museen zu studieren. Sie nahm auf Ibiza gemeinsam mit José María Mañá, dem Direktor des Museo Arqueológico de Ibiza und Spezialist für die punische Kultur, die Ausgrabungen bei Illa Plana, der Nekropole von Puig des Molins und bei Sant Mateu d’Albarca wieder auf. Ihr besonderes Interesse galt altägyptischen Skarabäen sowie den Schalen von Straußeneiern als Grabbeigaben der Punier.
Nach Forschungen an den Küsten des Mittelmeers ließ sich Astruc Ende der 1950er Jahre als Mitglied des Centre national de la recherche scientifique (CNRS) in Paris nieder und konzentrierte sich fortan auf die orientalische Welt. 1963 besuchte sie nach einem Arbeitsaufenthalt im Libanon die Ruinenstätte Petra in Jordanien gemeinsam mit einer Reisegruppe aus Frauen und Mädchen, die meisten von ihnen Pilgerinnen aus der Diözese Paris. Dort kam sie am 8. April 1963 bei einer Überschwemmung ums Leben. Mit ihr starben bei diesem Unglück 21 weitere Frauen sowie der sie begleitende Pater Jean Steinmann, der Reiseführer und der Busfahrer; drei Frauen überlebten. Miriam Astruc wurde in Amman bestattet.
Ein Teil ihrer Aufzeichnungen und ihres Materials zu punischen Skarabäen wurden 1984 von dem britischen Archäologen John Boardman für seine Publikation Escarabeos de piedra procedentes de Ibiza ausgewertet.

## Publikationen
- Nouvelles Fouilles à Djidjalli (Algérie). Soc. historique Algérienne, Algier 1937 (französisch).
- La necropolis de Villaricos. Ministerio de Educación Nacional, Madrid 1951 (französisch).
- Traditions funéraires de Carthage. Musée Lavigerie, Carthage 1956 (französisch).
- Recuerdos de Siret. Institución Fernando el Católico, Zaragoza 1956 (spanisch).
- Exotisme et localisme : Etude sur les coquilles d'oeufs d'austruche decorées d'Ibiza. Servicio de Investigación Prehistórica, Valencia 1957 (französisch).